# Toratau
Toratau (baszk. Торатау), także Tratau (ros. Тратау) – szychan w Baszkirii.

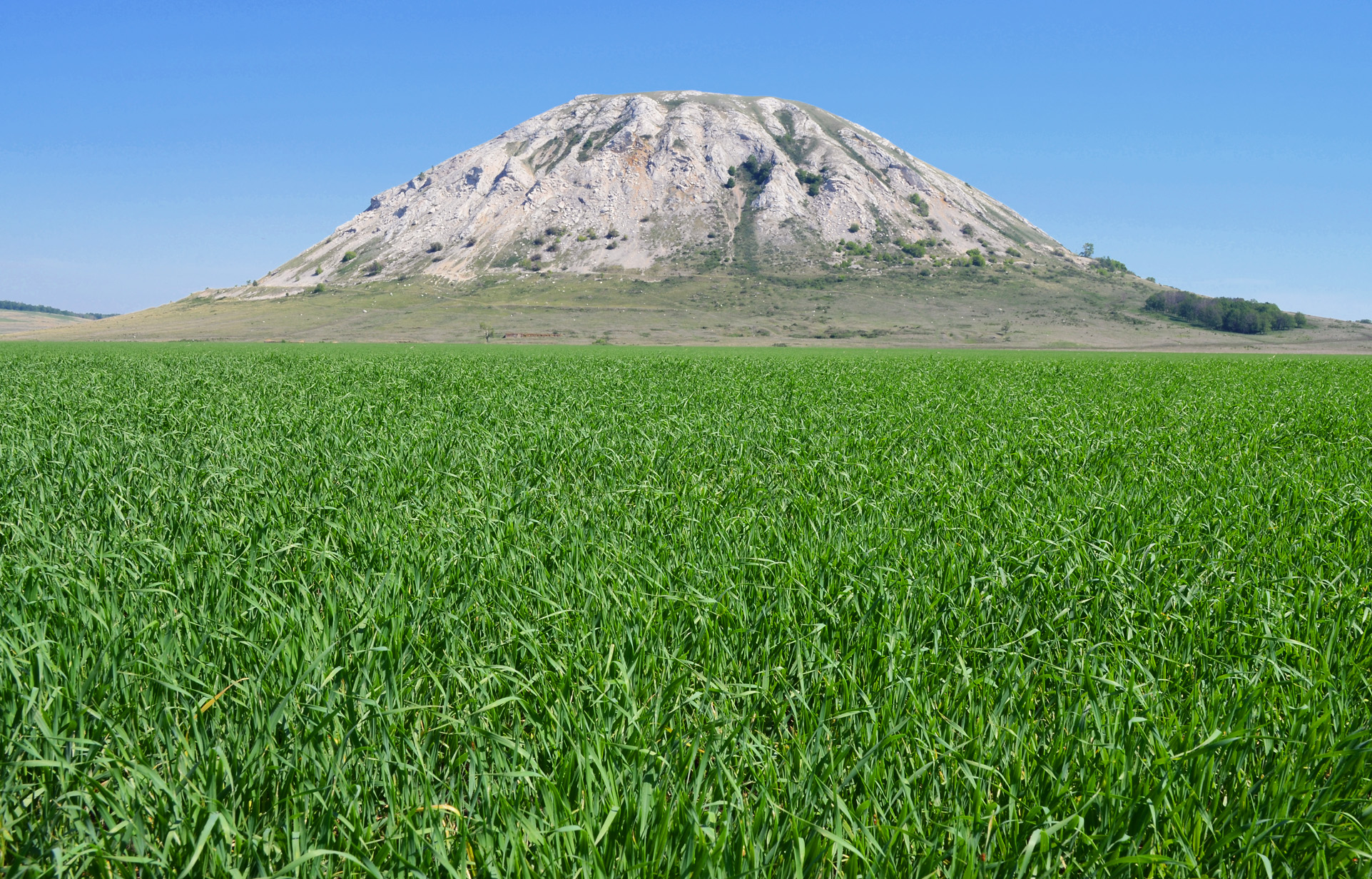
Toratau w kolorach flagi Baszkortostanu

Toratau jest jednym z trzech istniejących wciąż szychanów w Baszkirii. Jak wszystkie z nich, powstało na dnie ciepłego morza w późnym paleozoiku – czas powstania określa się na podstawie badań skamielin tworzących górę na około 230-285 milionów lat temu.
Bezwzględna wysokość góry to 402 metry, natomiast ponad poziom otaczającej ją gleby wznosi się ona na 280 metrów.
U stóp góry znajduje się jedno z najgłębszych jezior krasowych w Baszkirii – jezioro Tugar-salgan (ros. Тугар-салган).
Od 1965 roku Toratau jest pomnikiem przyrody.
Mimo statusu prawnego góry i jej wartości kulturowej, to miejsce rozpatrywane jest jako potencjalna lokalizacja dla przemysłu wydobywczego. W ten sposób został wyeksploatowany praktycznie w całości szychan Szachtau. Utworzono organizację mającą na celu ochronę Toratau przed podobnymi działaniami.